# Atelier (serie de videojuegos)
Atelier es una franquicia de videojuegos de rol de fantasía desarrollada por Gust desde 1997. Los videojuegos de la serie se centran en la creación de objetos con materiales previamente recolectados en distintas zonas en donde, además de explorar, se combate contra monstruos.

## Elementos comunes
Salvo excepciones, la serie Atelier presenta un sistema de juego con unas bases comunes que muestran variaciones en cada entrega.

### Alquimia
El elemento más característico de la serie es el uso de la alquimia como método para crear objetos a partir de otros. El jugador obtiene recetas de alquimia a lo largo del juego que le permiten crear, mediante calderos, objetos tales como elementos curativos, comida, bombas o accesorios. Para crear los objetos serán necesarios los materiales que piden las recetas. Estos materiales se pueden obtener recolectándolos en diferentes áreas, comprándolos en las tiendas, o al derrotar monstruos. Los objetos sintetizados con la alquimia también pueden ser usados como materiales para crear otros objetos.
Cada material y objeto tienen, de forma individualizada, un valor de «calidad» y una serie de atributos y efectos (que dependerán de la categoría de objeto a la que pertenezcan). Así, por ejemplo, podemos encontrarnos con dos objetos que son el mismo pero que se diferencian en que uno tiene un valor de calidad de 25 y «precio de venta +» como atributo y otro tiene un valor de calidad de 80 y «crítico ++» y «mejora de defensa» como atributos. Esto hace que la síntesis de objetos no sea solo elegir materiales de una lista, sino que también hay que cuidar los atributos y posibles efectos que nos interese conseguir.
Existe, además, un sistema de «nivel de alquimia». A medida que se sintetizan objetos se consigue experiencia y se va subiendo de nivel. Al subir de nivel se pueden desbloquear habilidades para usar en la síntesis. Cada objeto, además, requiere de un nivel mínimo de alquimia para poder ser sintetizado.
La creación de objetos mediante la alquimia tiene las siguientes fases: selección del objeto a sintetizar, selección de los materiales a emplear, selección del orden en el que se añaden los materiales al caldero, selección de los atributos que tendrá el objeto (transferidos desde los materiales utilizados) y finalmente confirmación. La fase de añadir los materiales al caldero es la que presenta más variación a lo largo de la saga, funcionando de manera distinta en cada juego.

### Exploración
En la mayoría de títulos de la serie, la historia se desarrollará en una ciudad y las zonas circundantes a la ciudad. Aparte del taller de la protagonista, en las ciudades se encuentran las tiendas y el resto de personajes con los que se puede interactuar.
Al salir de la ciudad, aparecerá un mapa en donde podremos seleccionar las distintas zonas a las que ir (que se irán desbloqueando conforme la trama avance), como bosques, minas, campos, etcétera. En estas zonas se encuentran puntos de recolección de materiales y monstruos con los que luchar.
El almacenamiento de objetos se reparte entre la «cesta» y el «contenedor». De esta manera, existe un límite en la cantidad de objetos que se pueden recolectar fuera de las ciudades: si se sobrepasa el límite de capacidad de la cesta, para dar cabida a objetos nuevos hay que descartar otros. Al volver al taller, los objetos de la cesta se enviarán al contenedor, el cual tiene capacidad para miles de objetos.

### Sistema de combate
Los juegos de la serie Atelier usan un sistema de combate por turnos en los que la velocidad de personajes y enemigos determinarán el orden de actuación de cada uno. Cada personaje puede realizar las siguientes acciones: atacar, usar habilidades (que consumen puntos mágicos), usar objetos (en algunos títulos solo pueden ser usados por la alquimista protagonista), defender (no en todos los títulos) y huir.

### Límite de tiempo
En la mayoría de los títulos de la serie existe un sistema de tiempo en el que sintetizar objetos, viajar entre zonas, recolectar o combatir gasta días del tiempo del juego. Los juegos imponen al jugador una serie de objetivos que tiene que cumplir antes de que el plazo finalice. En el caso de que el jugador no complete los objetivos en el plazo requerido, supondrá un game over.

### Sistema de amistad
Los juegos cuentan con un sistema de amistad mediante el cual se mide la relación de la protagonista con cada uno de los personajes principales y secundarios, de manera individualizada. A medida que el valor de amistad es más alto, se irán desbloqueando eventos con los personajes, que van desde conversaciones hasta aventuras opcionales. Estos eventos permiten al jugador conocer más sobre el trasfondo de los personajes. En muchos de los títulos, completar todos los eventos para un personaje determinado desbloqueará uno de los múltiples finales relacionado con tal personaje.

## Videojuegos principales
Existen 20 títulos en la serie Atelier, repartidos entre siete sub-series (en forma de trilogías, dulogías e incluso tetralogías). Desde la salida de Atelier Lilie en 2001 se ha lanzado un juego nuevo por año, siendo 2018 la única excepción. Los juegos dentro de cada sub-serie guardan relación entre sí (suelen ser secuelas directas aunque protagonizadas por otros personajes y en otra parte del mundo), pero entre distintas sub-series no hay relación.
De los 20 títulos, los 5 primeros (correspondientes a las sub-series de Salburg y de Gramnad) no han salido de Japón. Todos los demás se encuentran disponibles en inglés. Hasta el momento, ningún juego de la serie ha sido lanzado en español.
| 1997 | Atelier Marie          |
| 1998 | Atelier Elie           |
| 1999 |                        |
| 2000 |                        |
| 2001 | Atelier Lilie          |
| 2002 | Atelier Judie          |
| 2003 | Atelier Viorate        |
| 2004 | Atelier Iris           |
| 2005 | Atelier Iris 2         |
| 2006 | Atelier Iris 3         |
| 2007 | Mana Khemia            |
| 2008 | Mana Khemia 2          |
| 2009 | Atelier Rorona         |
| 2010 | Atelier Totori         |
| 2011 | Atelier Meruru         |
| 2012 | Atelier Ayesha         |
| 2013 | Atelier Escha & Logy   |
| 2014 | Atelier Shallie        |
| 2015 | Atelier Sophie         |
| 2016 | Atelier Firis          |
| 2017 | Atelier Lydie & Suelle |
| 2018 |                        |
| 2019 | Atelier Lulua          |
| 2019 | Atelier Ryza           |
| 2020 | Atelier Ryza 2         |
| 2021 |                        |
| 2022 | Atelier Sophie 2       |
| 2023 | Atelier Ryza 3         |
| 2023 | Atelier Resleriana     |
| 2023 | Atelier Marie Remake   |

### SerieSalburg

#### Atelier Marie
Primer juego de la serie Atelier e inicio de la sub-serie Salburg.
| Nombre                                          | Plataforma          | Año  | Notas |
| ----------------------------------------------- | ------------------- | ---- | --- |
| Atelier Marie: The Alchemist of Salburg         | PlayStation         | 1997 | Versión original. |
| Atelier Marie: The Alchemist of Salburg Ver.1.3 | Sega Saturn         | 1997 | Port que añade nuevos eventos, un minijuego y un reloj interno que hace que se muestren mensajes durante ciertas horas o días. |
| Atelier Marie Plus: The Alchemist of Salburg    | PlayStation         | 1998 | Port que añade el contenido de la versión de Sega Saturn salvo el reloj interno.                                               |
| Atelier Marie Plus: The Alchemist of Salburg    | PlayStation Network | 2007 | |
| Atelier Marie: The Alchemist of Salburg         | Microsoft Windows   | 2000 | |
| Atelier Marie Remake: The Alchemist of Salburg  | Microsoft Windows   | 2023 | |

#### Atelier Elie
Secuela de Atelier Marie.
| Nombre                                   | Plataforma          | Año  | Notas             |
| ---------------------------------------- | ------------------- | ---- | ----------------- |
| Atelier Elie: The Alchemist of Salburg 2 | PlayStation         | 1998 | Versión original. |
| Atelier Elie: The Alchemist of Salburg 2 | Microsoft Windows   | 2000 |                   |
| Atelier Elie: The Alchemist of Salburg 2 | PlayStation Network | 2008 |                   |

#### Atelier Lilie
Precuela de Atelier Marie y final de la sub-serie Salburg.
| Nombre                                         | Plataforma    | Año  | Notas             |
| ---------------------------------------------- | ------------- | ---- | ----------------- |
| Atelier Lilie: The Alchemist of Salburg 3      | PlayStation 2 | 2001 | Versión original. |
| Atelier Lilie Plus: The Alchemist of Salburg 3 | PlayStation 2 | 2002 |                   |

#### Compilaciones
| Nombre                                              | Plataforma    | Año  | Notas                                  |
| --------------------------------------------------- | ------------- | ---- | -------------------------------------- |
| Atelier Marie & Elie: The Alchemists of Salburg 1-2 | Dreamcast     | 2001 | Contiene Atelier Marie y Atelier Elie  |
| Atelier Marie+Elie: The Alchemists of Salburg 1-2   | PlayStation 2 | 2005 | Contiene Atelier Marie y Atelier Elie. |

### SerieGramnad

#### Atelier Judie
Inicio de la sub-serie Gramnad.
| Nombre                                                       | Plataforma           | Año  | Notas             |
| ------------------------------------------------------------ | -------------------- | ---- | ----------------- |
| Atelier Judie: The Alchemist of Gramnad                      | PlayStation 2        | 2002 | Versión original. |
| Atelier Judie: The Alchemist of Gramnad: Imprisoned Guardian | PlayStation Portable | 2010 |                   |

#### Atelier Viorate
Secuela de Atelier Judie y final de la sub-serie Gramnad.
| Nombre                                                                   | Plataforma           | Año  | Notas             |
| ------------------------------------------------------------------------ | -------------------- | ---- | ----------------- |
| Atelier Viorate: The Alchemist of Gramnad 2                              | PlayStation 2        | 2003 | Versión original. |
| Atelier Viorate: The Alchemist of Gramnad 2: The Memories of Ultramarine | PlayStation Portable | 2011 |                   |

### SerieIris

#### Atelier Iris
Inicio de la sub-serie Iris.
| Nombre                     | Plataforma    | Año  | Notas                             |
| -------------------------- | ------------- | ---- | --------------------------------- |
| Atelier Iris: Eternal Mana | PlayStation 2 | 2004 | Versión original y única lanzada. |

#### Atelier Iris 2
Precuela de Atelier Iris.
| Nombre                               | Plataforma    | Año  | Notas                             |
| ------------------------------------ | ------------- | ---- | --------------------------------- |
| Atelier Iris 2: The Azoth of Destiny | PlayStation 2 | 2005 | Versión original y única lanzada. |

#### Atelier Iris 3
Final de la sub-serie Iris.
| Nombre                         | Plataforma    | Año  | Notas                             |
| ------------------------------ | ------------- | ---- | --------------------------------- |
| Atelier Iris 3: Grand Phantasm | PlayStation 2 | 2006 | Versión original y única lanzada. |

### SerieMana Khemia
A pesar de su título, los videojuegos de la serie Mana Khemia son parte de la serie principal.

#### Mana Khemia
Inicio de la sub-serie Mana Khemia.
| Nombre                             | Plataforma           | Año  | Notas                           |
| ---------------------------------- | -------------------- | ---- | ------------------------------- |
| Mana Khemia: Alchemist of Al-Revis | PlayStation 2        | 2007 | Inicio de la serie Mana Khemia. |
| Mana Khemia: Student Alliance      | PlayStation Portable | 2008 | Port.                           |

#### Mana Khemia 2
Secuela de Mana Khemia y final de la sub-serie Mana Khemia.
| Nombre                                       | Plataforma           | Año  | Notas                                                       |
| -------------------------------------------- | -------------------- | ---- | ----------------------------------------------------------- |
| Mana Khemia 2: Fall of Alchemy               | PlayStation 2        | 2008 | Versión original.                                           |
| Mana Khemia 2: Fall of Alchemy Portable Plus | PlayStation Portable | 2009 | A diferencia del juego original, solo fue lanzado en Japón. |

### SerieArland

#### Atelier Rorona
Inicio de la sub-serie Arland.
| Nombre                                       | Plataforma                                      | Año  | Notas                                                                                |
| -------------------------------------------- | ----------------------------------------------- | ---- | ------------------------------------------------------------------------------------ |
| Atelier Rorona: The Alchemist of Arland      | PlayStation 3                                   | 2009 | Versión original.                                                                    |
| Atelier Rorona Plus: The Alchemist of Arland | PlayStation 3 PlayStation Vita                  | 2013 | Remake gráfico completo y con multitud de contenido modificado y añadido.            |
| New Atelier Rorona: The Alchemist of Arland  | Nintendo 3DS                                    | 2015 | Remake con estilo chibi y un nuevo modo de juego. No ha sido lanzado fuera de Japón. |
| Atelier Rorona: The Alchemist of Arland DX   | PlayStation 4 Nintendo Switch Microsoft Windows | 2018 | Port de Atelier Rorona Plus.                                                         |

#### Atelier Totori
Secuela de Atelier Rorona.
| Nombre                                        | Plataforma                                      | Año  | Notas                                                                    |
| --------------------------------------------- | ----------------------------------------------- | ---- | ------------------------------------------------------------------------ |
| Atelier Totori: The Adventurer of Arland      | PlayStation 3                                   | 2010 | Versión original.                                                        |
| Atelier Totori Plus: The Adventurer of Arland | PlayStation Vita                                | 2012 | Port que añade atuendos para los personajes y los DLC del juego original |
| Atelier Totori: The Adventurer of Arland DX   | PlayStation 4 Nintendo Switch Microsoft Windows | 2018 | Port de Atelier Totori Plus.                                             |

#### Atelier Meruru
Secuela de Atelier Totori.
| Nombre                                        | Plataforma                                      | Año  | Notas                                                                           |
| --------------------------------------------- | ----------------------------------------------- | ---- | ------------------------------------------------------------------------------- |
| Atelier Meruru: The Apprentice of Arland      | PlayStation 3                                   | 2011 | Versión original.                                                               |
| Atelier Meruru Plus: The Apprentice of Arland | PlayStation Vita                                | 2013 | Port que añade atuendos, eventos, jefes opcionales y los DLC del juego original |
| Atelier Meruru: The Apprentice of Arland DX   | PlayStation 4 Nintendo Switch Microsoft Windows | 2018 | Port de Atelier Meruru Plus.                                                    |

#### Atelier Lulua
Secuela de Atelier Meruru, donde la protagonista es Lulua, hija de Rorona.
| Nombre                             | Plataforma                                      | Año  | Notas             |
| ---------------------------------- | ----------------------------------------------- | ---- | ----------------- |
| Atelier Lulua: The Scion of Arland | PlayStation 4 Nintendo Switch Microsoft Windows | 2019 | Versión original. |

#### Compilaciones
| Nombre                            | Plataforma                                      | Año  | Notas |
| --------------------------------- | ----------------------------------------------- | ---- | --- |
| The Arland Atelier Trilogy        | PlayStation 3                                   | 2015 | Contiene las versiones originales de PlayStation 3 de Atelier Rorona, Atelier Totori y Atelier Meruru en un solo disco. |
| The Arland Atelier Trilogy Plus   | PlayStation Vita                                | 2015 | Contiene las versiones Plus de Atelier Rorona, Atelier Totori y Atelier Meruru en una sola descarga.                    |
| Atelier Arland series Deluxe Pack | PlayStation 4 Nintendo Switch Microsoft Windows | 2018 | Contiene las versiones DX de Atelier Rorona, Atelier Totori y Atelier Meruru en una sola descarga.                      |

### SerieDusk

#### Atelier Ayesha
Inicio de la sub-serie Dusk.
| Nombre                                     | Plataforma       | Año  | Notas                                                                                       |
| ------------------------------------------ | ---------------- | ---- | ------------------------------------------------------------------------------------------- |
| Atelier Ayesha: The Alchemist of Dusk      | PlayStation 3    | 2012 | Versión original.                                                                           |
| Atelier Ayesha Plus: The Alchemist of Dusk | PlayStation Vita | 2014 | Port con extras como atuendos, modo difícil, jefes opcionales y los DLC del juego original. |

#### Atelier Escha & Logy
Secuela de Atelier Ayesha.
| Nombre                                                | Plataforma       | Año  | Notas |
| ----------------------------------------------------- | ---------------- | ---- | --- |
| Atelier Escha & Logy: Alchemists of the Dusk Sky      | PlayStation 3    | 2013 | Versión original. |
| Atelier Escha & Logy Plus: Alchemists of the Dusk Sky | PlayStation Vita | 2015 | Port con extras como un capítulo de historia adicional, un nuevo personaje controlable, atuendos y jefes opcionales, además de los DLC del juego original. |

#### Atelier Shallie
Secuela de Atelier Escha & Logy y final de la sub-serie Dusk.
| Nombre                                           | Plataforma       | Año  | Notas |
| ------------------------------------------------ | ---------------- | ---- | --- |
| Atelier Shallie: Alchemists of the Dusk Sea      | PlayStation 3    | 2014 | Versión original. |
| Atelier Shallie Plus: Alchemists of the Dusk Sea | PlayStation Vita | 2016 | Port mejorado con escenas de historia añadidas, modificación del final, nuevos personajes, atuendos y jefes opcionales, además de los DLC del juego original |

### SerieMysterious

#### Atelier Sophie
Inicio de la sub-serie Mysterious.
| Nombre                                                  | Plataforma                                      | Año  | Notas                                    |
| ------------------------------------------------------- | ----------------------------------------------- | ---- | ---------------------------------------- |
| Atelier Sophie: The Alchemist of the Mysterious Book    | PlayStation 4 PlayStation Vita                  | 2015 | Versión original.                        |
| Atelier Sophie: The Alchemist of the Mysterious Book    | PlayStation 3                                   | 2015 | Versión original, solo lanzado en Japón. |
| Atelier Sophie: The Alchemist of the Mysterious Book    | Microsoft Windows                               | 2017 | Port para Steam.                         |
| Atelier Sophie 2: The Alchemist of the Mysterious Dream | PlayStation 4 Nintendo Switch Microsoft Windows | 2022 | Versión original.                        |

#### Atelier Firis
Secuela de Atelier Sophie.
| Nombre                                                  | Plataforma                     | Año  | Notas             |
| ------------------------------------------------------- | ------------------------------ | ---- | ----------------- |
| Atelier Firis: The Alchemist and the Mysterious Journey | PlayStation 4 PlayStation Vita | 2016 | Versión original. |
| Atelier Firis: The Alchemist and the Mysterious Journey | Microsoft Windows              | 2017 | Port para Steam.  |

#### Atelier Lydie & Suelle
Secuela de Atelier Firis.
| Nombre                                                              | Plataforma                    | Año  | Notas                                    |
| ------------------------------------------------------------------- | ----------------------------- | ---- | ---------------------------------------- |
| Atelier Lydie & Suelle: The Alchemists and the Mysterious Paintings | PlayStation 4 Nintendo Switch | 2017 | Versión original.                        |
| Atelier Lydie & Suelle: The Alchemists and the Mysterious Paintings | PlayStation Vita              | 2017 | Versión original, solo lanzado en Japón. |
| Atelier Lydie & Suelle: The Alchemists and the Mysterious Paintings | Microsoft Windows             | 2018 | Port para Steam.                         |

### SerieSecret

#### Atelier Ryza
Inicio de la sub-serie Secret.
| Nombre                                                | Plataforma                                                    | Año  | Notas             |
| ----------------------------------------------------- | ------------------------------------------------------------- | ---- | ----------------- |
| Atelier Ryza: Ever Darkness & the Secret Hideout      | Playstation 4 Nintendo Switch Microsoft Windows               | 2019 | Versión original. |
| Atelier Ryza 2: Lost Legends & the Secret Fairy       | Playstation 4 Playstation 5 Nintendo Switch Microsoft Windows | 2020 | Versión original. |
| Atelier Ryza 3: Alchemist of the End & the Secret Key | Playstation 4 Playstation 5 Nintendo Switch Microsoft Windows | 2023 | Versión original. |

## Videojuegos secundarios
Además de los videojuegos principales de la serie, a lo largo de los años se han ido publicando otros juegos considerados secundarios, no todos siendo videojuegos de rol. Salvo Atelier Annie, que fue lanzado en Norteamérica, el resto de estos títulos solo han sido lanzados en Japón.

### Serie Salburg
- Atelier Marie GB
- Atelier Elie GB
- Marie & Elie: Atelier Pair
- Hermina and Culus: Atelier Lilie Another Story
- Atelier Marie, Elie & Anis: Message on the Gentle Breeze
- Marie's Charajan
- Atelier Marie: Puzzle Workshop
- Atelier Marie-Elie: The Alchemists of Salburg

### Serie Iris
- Atelier Iris: Eternal Mana 2 After Episode

### Serie DS
Estos títulos fueron lanzados en Nintendo DS y forman una sub-serie, pero no es considerada una sub-serie principal.
- Atelier Lise: The Alchemist of Orde
- Atelier Annie: Alchemists of Sera Island
- Atelier Lina: The Alchemist of Strahl

### Otros
- Atelier Elkrone: Dear for Otomate
- Atelier Questboard
- Atelier Online
- Nelke and the Legendary Alchemists: Ateliers of the New World[33][34]